# Pseudoschoenionta
Pseudoschoenionta is een kevergeslacht uit de familie van de boktorren (Cerambycidae). De wetenschappelijke naam van het geslacht werd voor het eerst geldig gepubliceerd in 1954 door Breuning.

## Soorten
Pseudoschoenionta is monotypisch en omvat slechts de volgende soort:
- Pseudoschoenionta libellula (Jordan, 1894)